# Schadenwehr Gotthard

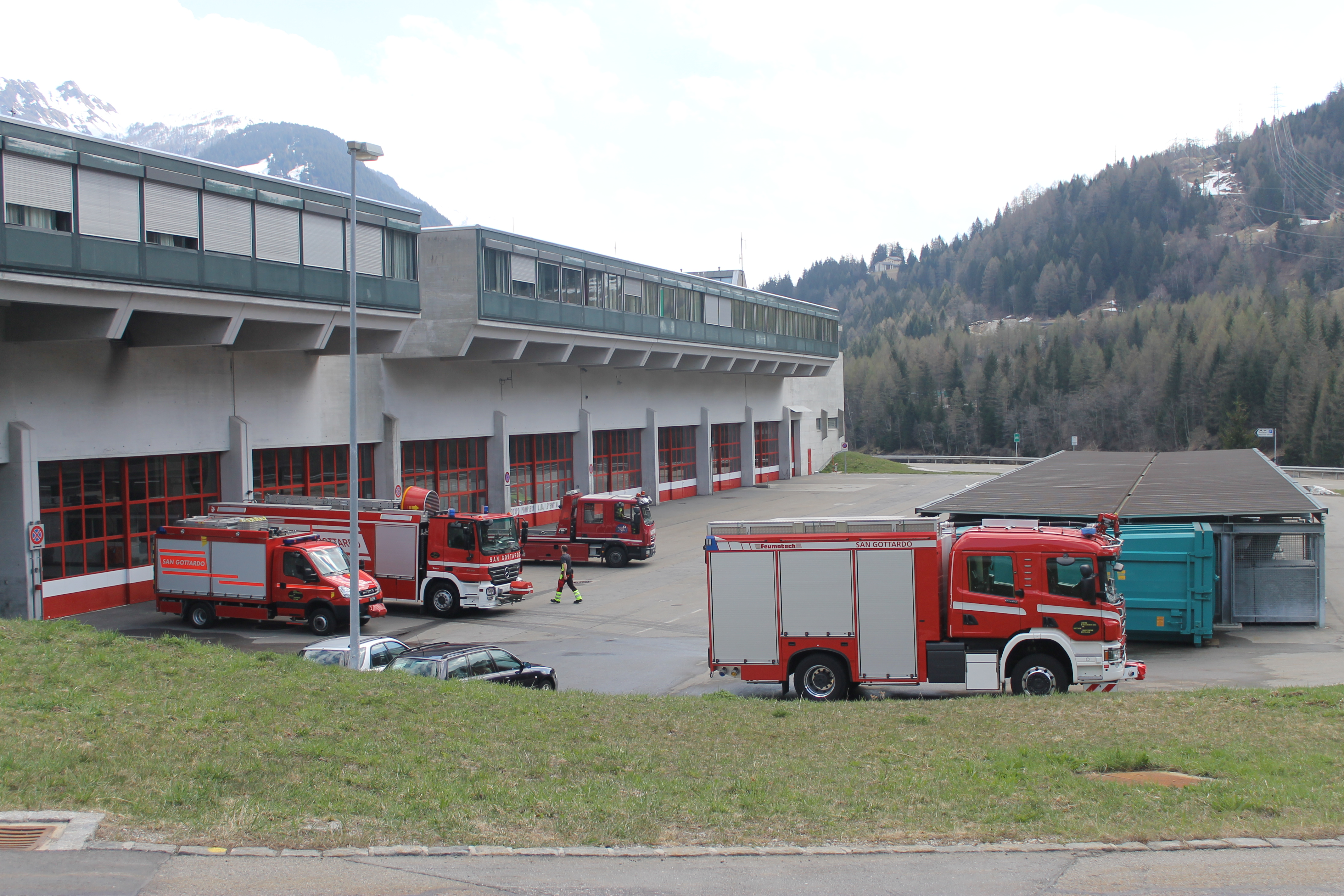
Centro d’intervento del San Gottardo der Schweizer Armee in Airolo

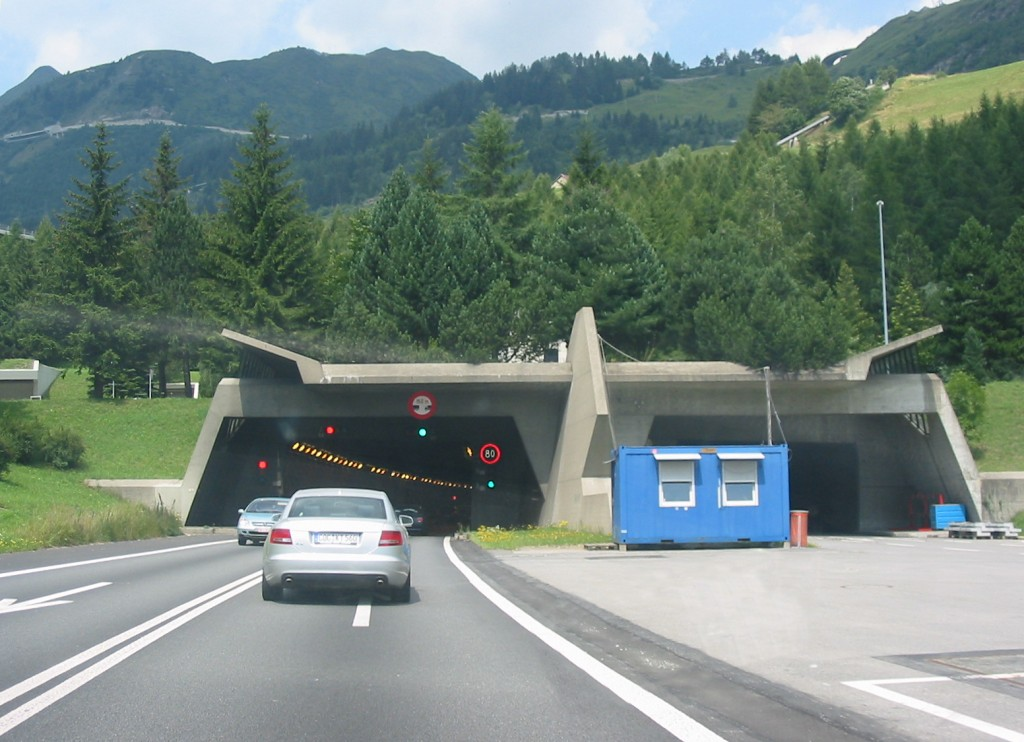
Südportal bei Airolo. Die Wache der Berufsfeuerwehr befindet sich wenige hundert Meter vom Südportal

Die Schadenwehr Gotthard ist eine Berufsfeuerwehr der Schweizer Armee in Airolo im Schweizer Kanton Tessin. Dort wird die Schadenwehr mit Centro d’intervento del San Gottardo bezeichnet.
Die Berufsfeuerwehr untersteht dem Logistikzentrum der Schweizer Armee in Monteceneri. Sie ist für die Sicherheit des Gotthard-Strassentunnels und seiner Zufahrtsstrassen, insgesamt 77 Kilometer, zuständig. Die Feuerwehr arbeitet im Auftrag des Bundesamts für Strassen (ASTRA). Die Schadenwehr Gotthard ist zuständig für die Brandbekämpfung, Ölwehr, Strassenrettung, Pannendienst, Sonderbewilligungen und die Thermoportale. Daneben führen die Angehörigen der Berufsfeuerwehr verschiedene Aufgaben in den umfassenden Liegenschaften der Schweizer Armee im Gebiet des Südportals des Gotthardpasses durch und sind für die Brandbekämpfung der militärischen Liegenschaften zuständig.
Eine weitere Einheit im Kanton Uri besteht aus Mitarbeitern der Werkhöfe im Kanton Uri. Im Falle eines Unfalls fahren beide Einheiten die Einsatzstelle von beiden Portalenden an. Damit die Ausrückzeit von 2 Minuten nicht überschritten wird, übernimmt die Berufsfeuerwehr auch den Pikettdienst mit 5 Angehörigen auf dem Werkhof des Tunnels in Göschenen. Auch am Südportal arbeitet sie mit einem Pikettdienst von 5 Militärangehörigen, kann aber innerhalb von wenigen Minuten mit Mitarbeitern der Werkhöfe aufgestockt werden. Die Schadenwehr Gotthard besteht heute aus ca. einhundert gut ausgebildeten Feuerwehrleuten, davon stellt die Berufsfeuerwehr der Armee fünfundzwanzig Mann als ersten Abmarsch. Personelle Unterstützung bekommt sie auch von der Armee-Feuerwehr in Andermatt.
Die Berufsfeuerwehr besetzt die Thermoportale auf beiden Seiten des Gotthardtunnels zwischen 5 und 20 Uhr. Mit einem Thermoportal können überhitzte Bremsen von Lastkraftwagen erkannt werden und die Fahrzeuge aus dem Betrieb gezogen werden.
Die Berufsfeuerwehr wurde im Sommer 2007 gegründet, nachdem sich herausgestellt hatte, dass die bisherige Besetzung mit Angehörigen der Werkshöfe den Anforderungen nicht genügte. Besonders nach dem schweren Brand im Jahr 2001 mit 11 Toten musste die Sicherheit des Tunnels verbessert werden. Deswegen wurde 2007 ein Vertrag mit dem Eidgenössischen Departement für Verteidigung, Bevölkerungsschutz und Sport geschlossen, das die Armee in Airolo und Göschenen den Pikettdienst übernimmt. In den Jahren zwischen 2007 und 2017 führte das Zentrum 1069 Einsätze durch, davon 289 Brandeinsätze und 238 Verkehrsunfälle. Dazu kamen 2683 Panneneinsätze im Tunnel, für die das Zentrum über eigene Abschleppwagen verfügt. Die Feuerwehrleute der beiden Wehren sprechen unterschiedliche Muttersprachen, weshalb die Anweisungen in deutscher und italienischer Sprache gegeben werden.